# Jaroslav Jurka
Jaroslav Jurka (8 de julio de 1949) es un deportista checoslovaco que compitió en esgrima, especialista en la modalidad de espada. Ganó una medalla de plata en el Campeonato Mundial de Esgrima de 1985 en la prueba individual.

## Palmarés internacional
| Campeonato Mundial | Campeonato Mundial | Campeonato Mundial | Campeonato Mundial |
| Año                | Lugar              | Medalla            | Prueba             |
| ------------------ | ------------------ | ------------------ | ------------------ |
| 1985               | Barcelona (España) | Medalla de plata   | Espada individual  |